# Vol American International Airways 808
Le 18 août 1993, un Douglas DC-8 effectuant le vol American International Airways 808, un vol cargo entre la Naval Air Station Norfolk en Virginie et la base navale de la baie de Guantánamo, à Cuba, décroche et s'écrase à proximité de la piste, lors de son approche finale à Leeward Point Field (en). 
Les trois membres d'équipage à bord survivent malgré leurs graves blessures, alors que l'appareil est complètement détruit par la violence du choc et l'incendie qui s'ensuit.

## Appareil et équipage
L'avion impliqué était un Douglas DC-8-61(F), immatriculé N814CK, fabriqué en décembre 1969. Initialement configuré pour le service passagers, en 1991, il a été vendu à AIA et converti en avion-cargo. L'avion avait accumulé 43 947 heures de vol et 18 829 cycles de vol au moment de l'accident. Il était propulsé par quatre réacteurs Pratt & Whitney JT3D.
Le commandant de bord James Chapo (54 ans), avait rejoint AIA en février 1991 et totalisait 20 727 heures de vol. Il a auparavant volé pour Eastern Air Lines de 1966 à 1991. 
Le copilote Thomas Curran (49 ans), a rejoint AIA en novembre 1992 et totalisait 15 350 heures de vol. Auparavant, il a volé pour Eastern Air Lines de 1968 à 1992 et a servi dans la marine américaine de 1963 à 1968 pendant la guerre du Viêt Nam. 
Le mécanicien naviguant David Richmond (35 ans), a également rejoint AIA en février 1991 et totalisait 5 085 heures de vol. Il a auparavant volé pour Trans Continental Airlines (en) de 1980 à 1991.

## Contexte

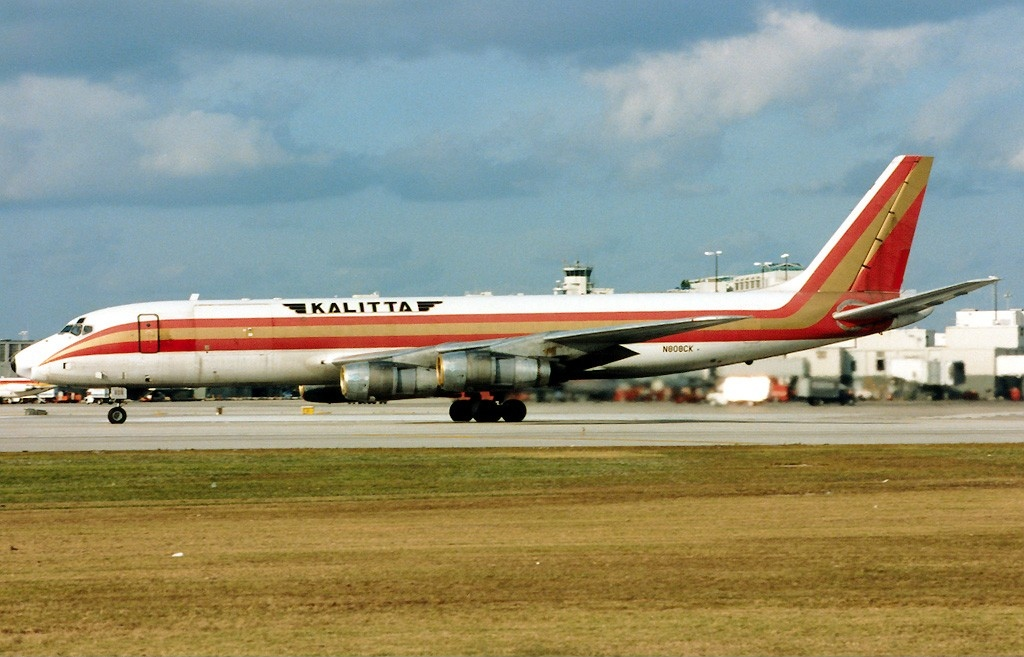
N808CK, le DC-8 devant initialement effectué le vol 808, ici à l'aéroport international de Miami en décembre 1993.

L'équipage a commencé son dernier quart de travail vers minuit le 17 août, en volant sur le N814CK, depuis l'aéroport international de Dallas-Fort Worth jusqu'à l'aéroport international de Lambert-Saint-Louis, dans le Missouri, puis à l'aéroport de Willow Run (en) à Ypsilanti, dans le Michigan, et à l'aéroport international Hartsfield-Jackson d'Atlanta, en Géorgie. Le vol vers Atlanta était censé marquer la fin du quart de travail de l'équipage. 
Le vol 808 était initialement prévu pour un autre équipage à Miami, en Floride, en utilisant le N808CK, un autre DC-8. Il a été annulé après que le N808CK ait connu des problèmes mécaniques, de sorte que le premier équipage a été réaffecté pour voler vers Chambers Field à Norfolk, en Virginie, pour récupérer et livrer le fret à destination de la baie de Guantánamo, avant de retourner à Atlanta.

## Accident
Le vol 808 a décollé de Norfolk à 14h13. Il transportait essentiellement du courrier et des denrées périssables vers la base navale de la baie de Guantánamo, conformément au contrat passer entre AIA et l'US Navy. Le vol s'est déroulé sans incident jusqu'à et pendant l'arrivée dans la zone de contrôle terminale (TCA) de la base navale. 
L'équipage a alors établi un premier contact radio avec le contrôle aérien à 16h34. Le contrôleur a donné les instructions d'approche sur l'aéroport et a également déclaré que la piste utilisée serait la piste 10, une approche difficile à effectuer avec un DC-8, la piste étant face à la frontière cubaine, qui oblige les pilotes a effectuer une approche depuis le sud, puis un virage à 90° pour s'aligner avec l'axe de la piste. 
L'équipage a demandé que celle-ci soit remplacée par la piste 28, qui est face à l'est et donc plus facile pour cette approche, ce que le contrôleur a accepté et a donné suite en donnant d'autres instructions. Cependant, à 16h42, l'équipage revient sur se décision et demande à se poser sur la piste 10, ce que le contrôleur lui accorde également.
Le DC-8 a ensuite amorcé le virage trop tardivement, ce qui l'a obligé à effectuer une inclinaison à droite de plus en plus raide pour s'aligner sur la piste. À 200-300 pieds (61-91 m) au-dessus du sol, l'aile droite entre en décrochage, à la suite d'une perte de portance. Le nez de l'avion a alors piqué vers le sol, alors que le roulis à droite atteignait 90° et, à 16h56, l'appareil s'est écrasé au sol, à 430 m de l'extrémité de la piste 10. 

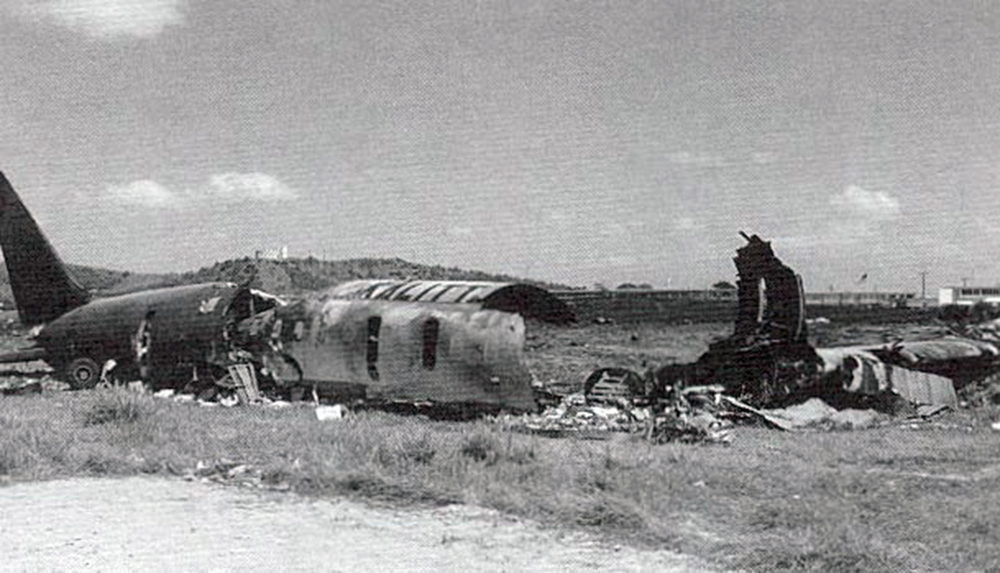
L'épave du DC-8 accidenté, après le crash du vol 808.

L'avion et sa cargaison ont été détruits par l'impact avec le sol et l'incendie qui a suivi le crash. Le cockpit du DC-8 s'est séparé du reste du fuselage lors du choc et s'est immobilisé à l'envers, avec les trois membres d'équipage vivants à l'intérieur, bien qu'ayant subi de graves blessures.
Les efforts de lutte contre l'incendie ont commencé en quelques minutes, se concentrant d'abord sur les départs de feux autour du cockpit, puis sur l'incendie principal qui a suivi l'accident. Une autorisation spéciale a été accordée à un avion médicalisé pour survoler l'espace aérien cubain, afin de gagner du temps lors du transport des membres de l'équipage à l'hôpital.

## Enquête

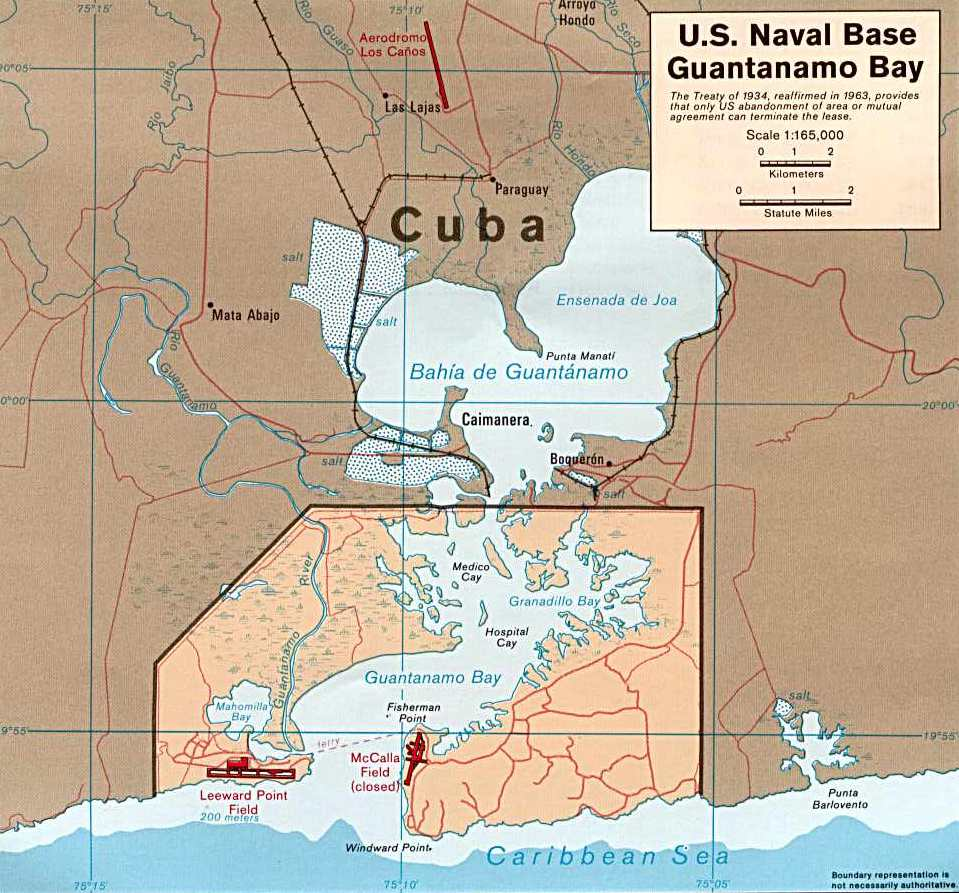
Carte représentant la baie de Guantánamo, ainsi que, lieux de l'accident.

Les données de l'enregistreur phonique, analysé par les enquêteurs du Conseil national de la sécurité des transports (NTSB), a révélé que l'équipage a décidé d'atterrir sur la piste 10 " pour voir comment ça se passe", et prévoyait de faire le tour et d'atterrir sur la piste 28 s'il le ratait. Lors de l'approche sur la piste 10, le contrôleur aérien a demandé à l'équipage de rester dans l'espace aérien désigné par une lumière stroboscopique installée sur la clôture indiquant la frontière cubaine. À l'insu du contrôleur, cette lumière stroboscopique était inopérante le jour de l'accident. Le commandant Chapo s'est ensuite focalisé sur la tentative de repérer cette lumière, ce qui l'a amené à commencer le virage trop tard, et n'a pas réussi à maintenir la vitesse de l'avion pendant ce virage serré, malgré les avertissements des autres membres d'équipage.
En service depuis minuit, le commandant Chapo était éveillé depuis 23 heures, tandis que le copilote Curran l'était depuis 19 heures et le mécanicien navigant Richmond l'était depuis 21 heures au moment de l'accident. Un examen des habitudes de sommeil des membres de l'équipage au cours des 72 heures précédant l'accident a révélé que tous les trois cumulé une importante dette de sommeil, en raison de leurs longues journées de travail. Au cours des trois jours précédant l'accident, le commandant de bord n'a dormi que pendant 15 heures au total, tandis que le copilote n'en compté que 18 heures et le mécanicien navigant seulement 21 heures. 
La plupart des quarts de travail de l'équipage étaient effectués pendant la nuit, ce qui les obligeait à dormir pendant la journée, ce qui perturbait leur rythme circadien. Cela a aggravé les effets de la fatigue sur l'équipage, le commandant Chapo, en particulier, ayant subi divers symptômes liés au manque de sommeil, notamment un jugement altéré lors de sa décision d'atterrir sur la piste 10, sa fixation cognitive sur la tentative de localiser la lumière stroboscopique, une mauvaise communication avec son équipage au sujet de la diminution de la vitesse et la lenteur de sa réaction pour éviter et sortir du décrochage.
L'enquête a également révélé que l'équipage, déjà fatigué par une importante dette de sommeil et un temps de travail prolongé, n'a pas été obligé d'accepter les vols supplémentaires vers Norfolk et la baie de Guantánamo, mais l'a quand même fait par crainte de perdre son emploi. Cette découverte a attiré l’attention sur le fait qu'un environnement de travail toxique peut avoir des conséquences dangereuses sur la sécurité d'un vol.
Le rapport final du NTSB conclut que l'accident du vol 808 est dû à l'altération du jugement, de la prise de décision et des capacités du commandant de bord et du reste de l'équipage, en raison des effets de la fatigue ; l'incapacité du commandant de bord à évaluer correctement l'atterrissage et à maintenir une conscience de la situation de l'avion lors des manœuvres pour l'approche finale ; son incapacité pour éviter la perte de vitesse et le décrochage aérodynamique lors d'un virage à forte inclinaison ; et son incapacité à exécuter une action immédiate pour sortir du décrochage. 

## Conséquences
Le vol AIA 808 a été le premier accident aérien où la fatigue de l'équipage a été citée comme étant la cause principale. Le NTSB a recommandé à la Federal Aviation Administration (FAA) de revoir et de mettre à jour les réglementations sur les horaires des équipages et les délais de service, afin d'intégrer les dernières recherches sur les effets de la fatigue sur les performances des piotes.
Le commandant Chapo a subi des blessures au dos, qui l'ont empêché de reprendre les vols commerciaux. En raison de la gravité de ses blessures, la jambe droite du copilote Curran a dû être amputée. Il a finalement recommencé à voler en tant que commandant de bord sur DC-8 chez AIA. En 2000, il est devenu enquêteur au NTSB, et a ensuite travaillé comme inspecteur de la sécurité pour la FAA. L'ingénieur de vol Richmond a également réussi à récupérer de ses blessures et à reprendre les vols, devenant finalement commandant de bord pour Frontier Airlines avant de prendre sa retraite en 2018.
De plus, dans les années qui ont suivi, la procédure d'approche sur la piste 10 a été modifiée, afin de laisser plus de marge de manœuvre aux pilotes. Cela a été réalisé en coopération avec le gouvernement cubain.

## Médias
L'accident fait l'objet d'un épisode dans la série télévisée Air Crash nommé « À la frontière » (saison 19 - épisode 4).